# Need for Speed: Web Racing
Need for Speed: Web Racing es un videojuego de carreras basado en Need for Speed III: Hot Pursuit desarrollado por Gigawatt Studios y publicado por Electronic Arts para navegador web. Estuvo disponible en 2001 mediante un servicio de suscripción mensual de $10; EA Platinum, además también se ofrecía una demo gratuita.

## Jugabilidad
El juego está separado en dos modos; Single Player y Multiplayer. Los jugadores pueden personalizar las carreras con la dificultad de los oponentes, vueltas, hora del día, clima y dirección de pista.

### Single Player
- Time Trial - Sin oponentes, los jugadores marcan su mejor tiempo de vuelta para la tabla de líderes en línea.
- One Opponent - Una carrera contra un oponente de IA.
- Seven Opponents - Una carrera contra una parrilla completa de oponentes de IA.
- Hot Pursuit - Una competición entre dos corredores contra policías persiguiendo. Los jugadores también tienen la opción de elegir entre jugar como un corredor o un policía.

### Multiplayer
En Multiplayer, los jugadores corren en competiciones cara a cara contra hasta 4 jugadores.

## Coches
Cuenta con 11 coches seleccionables del lanzamiento de PC de Need for Speed III estuvieron disponibles.
- Aston Martin DB7
- Chevrolet Corvette (C5)
- Italdesign Scighera
- Jaguar XJR-15
- Jaguar XK8
- Lamborghini Countach 25th Anniversary
- Lamborghini Diablo SV
- Lister Storm
- Mercedes-Benz CLK-GTR
- Mercedes-Benz SL 600 (R129)
- Spectre R42

## Pistas
Las pistas del lanzamiento de PC de Need for Speed III, así como Rusty Springs de The Need for Speed, estuvieron disponibles.